# Amphipoea distincta
Amphipoea distincta là một loài bướm đêm trong họ Noctuidae.